# Josef Ortner (Politiker, 1925)
Josef Ortner (* 2. September 1925 in St. Florian am Inn; † 24. Mai 1988 in Grieskirchen) war ein österreichischer Politiker (SPÖ) und Finanzbeamter. Er war von 1970 bis 1973 Abgeordneter zum Nationalrat sowie Abgeordneter zum Oberösterreichischen Landtag.
Ortner arbeitete nach der Volks- und Hauptschule als Finanzbeamter und engagierte sich zudem als Personalvertreter. Ab dem 1. Jänner 1946 war er zudem politisch als Gemeinderat in Grieskirchen aktiv, zudem wurde er Stadtrat der Gemeinde. Am 17. November 1967 wurde er erstmals als Abgeordneter zum Oberösterreichischen Landtag angelobt, wobei er diese Funktion bis zum 20. Mai 1970 innehatte. Ortner wechselte in der Folge zwischen dem 31. März 1970 und dem 8. November 1973 als Abgeordneter in den Nationalrat und war danach erneut vom 16. November 1973 bis zum 27. Oktober 1985 Abgeordneter zum Oberösterreichischen Landtag. Zudem hatte er innerparteilich die Funktion des SPÖ-Stadt- und Bezirksparteiobmann inne und war Mitglied der ÖGB-Bezirksleitung.

## Auszeichnungen
- Viktor-Adler-Plakette der SPÖ
- Goldenes Ehrenzeichen für Verdienste um die Republik Österreich